# Syllitus dubius
Syllitus dubius är en skalbaggsart som beskrevs av Mckeown 1938. Syllitus dubius ingår i släktet Syllitus och familjen långhorningar. Inga underarter finns listade i Catalogue of Life.